# Carme Pérez Martínez
Carme Pérez Martínez es una médica y política española, diputada en el Parlamento de Cataluña en su X legislatura.
Licenciada en medicina, trabaja como radióloga en el Hospital de la Santa Cruz y San Pablo de Barcelona desde 1979 y ha sido asesora de la comisión científica y presidenta del comité de empresa. En calidad de vicepresidenta de la junta directiva del cuerpo facultativo del Hospital, cuando este hizo un ERE en 2011, denunció ante el juez la existencia de contratos irregulares a políticos con salarios muy altos.
En las elecciones al Parlamento de Cataluña de 2012 figuró en el número 9 de la lista del partido político Ciudadanos como independiente por Barcelona. En mayo de 2014 sustituyó en su escaño a Jordi Cañas, que había dimitido tras su imputación en un presunto fraude fiscal. Ha sido portavoz de su grupo parlamentario en la Comisión de Salud del Parlamento de Cataluña.
En 2014 escribió un artículo en el periódico digital El Español en el que justifica la muerte de enfermos por falta de asistencia médica en la huelga médica de 1964 en Bélgica.